# Бомпьяни, Валентино
Валенти́но Бомпья́ни (итал. Valentino Bompiani; 27 сентября 1898, Асколи-Пичено — 23 февраля 1992, Милан) — итальянский книгоиздатель, писатель и драматург.

## Биография
Родился 27 сентября 1898 года в Асколи-Пичено, сын генерала Джорджо Бомпьяни. В молодости работал личным секретарём издателя Арнольдо Мондадори. Затем был приглашён на должность руководителя издательства Unitas, но через некоторое время был оттуда уволен. Затеял судебный процесс против своего бывшего работодателя и отсудил у Unitas 65 000 лир, на которые в 1929 году основал собственное издательство Bompiani. Издательство специализировалось на книгах их области культуры, на современной литературе. Бомпьяни был первым издателем многих молодых авторов, среди которых были Элио Витторини, Альберто Моравиа, Коррадо Альваро и Массимо Бонтемпелли. Он также стал первым издателем иностранных авторов — таких, как Джон Стейнбек, а также Адольф Гитлер, программная книга которого «Майн кампф» многократно издавалась в издательстве Бомпьяни во времена фашизма. За несколько лет издательство Бомпьяни стало одним из крупнейших в стране — за первые три десятилетия в нём было издано более 700 названий книг.
Помимо книг, Валентино Бомпьяни выпускал также многочисленные периодические издания: литературный альманах, который так и назывался Almanacco letterario (1925—1942 и 1959—1979), и «Практическую энциклопедию Бомпьяни» (итал. Enciclopedia pratica Bompiani), которая собиралась читателем из отдельных брошюр (2 тома в 1938 году, новое издание из 5 томов в 1961 году). Среди прочих заметных справочных изданий, подготовленных при участии Валентино Бомпьяни — «Литературный словарь произведений и персонажей» (Dizionario letterario delle opere e dei personaggi; 9 томов, 1947—1950) и «Литературный словарь авторов» (Dizionario letterario degli autori; 3 тома, 1956—1957).
Валентино Бомпьяни был также автором многочисленных комедийных пьес (опубликованы в 3 томах в 1980 году), среди которых наиболее известными являются «Безумие главного героя» (итал. Delirio del protagonista; 1937), «Раковина у уха» (La conchiglia all'orecchio; 1941) и «Альбертина» (Albertina; 1945), романов «Частная улица» (Via privata; 1973) и «Беседы на расстоянии» (Dialoghi a distanza; 1986) и книги воспоминаний «Ремесло издателя» (Il mestiere dell'editore; 1988). Также с 1951 по 1971 годы Валентино Бомпьяни был гравным редактором театрального журнала Sipario («Занавес»).
В 1972 году издательство перешло под контроль финансовой группы IFI, в 1980 году стало частью издательской группы Fabbri, в 1990 году было поглощено издательской группой RCS Editori, но после антитрестовского процесса было выделено в 2016 году в состав издательской группы Giunti.
Валентино Бомпьяни скончался в Милане 23 февраля 1992.

## Награды
- Великий офицер Ордена «За заслуги перед Итальянской Республикой» (1952)[6]
- Кавалер Большого креста Ордена «За заслуги перед Итальянской Республикой» (1965)[7]